# Campionati europei di ciclismo su pista 2019 - Keirin maschile
La keirin maschile ai Campionati europei di ciclismo su pista 2019 si è svolta il 19 ottobre 2019 presso il velodromo Omnisport di Apeldoorn, nei Paesi Bassi.

## Podio
| Pos.    | Atleta           | Nazionalità |
| ------- | ---------------- | ----------- |
| Oro     | Harrie Lavreysen | Paesi Bassi |
| Argento | Denis Dmitriev   | Russia      |
| Bronzo  | Matthijs Büchli  | Paesi Bassi |

## Risultati

### Primo turno
Si qualificano per le semifinali i primi 2 di ogni batteria, gli altri vanno ai ripescaggi.

#### Batteria 1
| Posizione | Atleta             | Nazione       | Note |
| --------- | ------------------ | ------------- | ---- |
| 1         | Sebastien Vigier   | Francia       | Q    |
| 2         | Jason Kenny        | Gran Bretagna | Q    |
| 3         | Patryk Rajkowski   | Polonia       |      |
| 4         | Vasilijus Lendel   | Lituania      |      |
| 5         | Pavel Yakushevskiy | Russia        |      |
| REL       | Pavel Kelemen      | Rep. Ceca     |      |

#### Batteria 2
| Posizione | Atleta              | Nazione       | Note |
| --------- | ------------------- | ------------- | ---- |
| 1         | Maximilian Levy     | Germania      | Q    |
| 2         | Juan Peralta Gascon | Spagna        | Q    |
| 3         | Jack Carlin         | Gran Bretagna |      |
| 4         | Dmytro Stovbetskyi  | Ucraina       |      |
| 5         | Svajunas Jonauskas  | Lituania      |      |
| 6         | Francesco Ceci      | Italia        |      |

#### Batteria 3
| Posizione | Atleta              | Nazione     | Note |
| --------- | ------------------- | ----------- | ---- |
| 1         | Matthijs Büchli     | Paesi Bassi | Q    |
| 2         | Tomáš Bábek         | Rep. Ceca   | Q    |
| 3         | Marc Jurczyk        | Germania    |      |
| 4         | Uladzislau Novik    | Bielorussia |      |
| 5         | José Moreno Sanchez | Spagna      |      |
| 6         | Norbert Szabo       | Romania     |      |

#### Batteria 4
| Posizione | Atleta               | Nazione     | Note |
| --------- | -------------------- | ----------- | ---- |
| 1         | Harrie Lavreysen     | Paesi Bassi | Q    |
| 2         | Rayan Helal          | Francia     | Q    |
| 3         | Krzysztof Maksel     | Polonia     |      |
| 4         | Tadey-Ivan Chebanets | Ucraina     |      |
| 5         | Sandor Szalontay     | Ungheria    |      |
| 6         | Denis Dmitriev       | Russia      |      |
| 7         | Artsiom Zaitsau      | Bielorussia |      |

### Ripescaggi primo turno
Il primo di ogni batteria si qualifica alle semifinali 

#### Batteria 1
| Posizione | Atleta               | Nazione | Note |
| --------- | -------------------- | ------- | ---- |
| 1         | Patryk Rajkowski     | Polonia | Q    |
| 2         | José Moreno Sánchez  | Spagna  |      |
| 3         | Francesco Ceci       | Italia  |      |
| 4         | Tadey-Ivan Chebanets | Ucraina |      |

#### Batteria 2
| Posizione | Atleta             | Nazione       | Note |
| --------- | ------------------ | ------------- | ---- |
| 1         | Jack Carlin        | Gran Bretagna | Q    |
| 2         | Pavel Kelemen      | Rep. Ceca     |      |
| 3         | Svajunas Jonauskas | Lituania      |      |
| 4         | Uladzislau Novik   | Bielorussia   |      |

#### Batteria 3
| Posizione | Atleta             | Nazione  | Note |
| --------- | ------------------ | -------- | ---- |
| 1         | Denis Dmitriev     | Russia   | Q    |
| 2         | Pavel Yakushevskiy | Russia   |      |
| 3         | Marc Jurczyk       | Germania |      |
| 4         | Dmytro Stovbetskyi | Ucraina  |      |

#### Batteria 4
| Posizione | Atleta           | Nazione     | Note |
| --------- | ---------------- | ----------- | ---- |
| 1         | Krzysztof Maksel | Polonia     | Q    |
| 2         | Vasilijus Lendel | Lituania    |      |
| 3         | Sandor Szalontay | Ungheria    |      |
| 4         | Artsiom Zaitsau  | Bielorussia |      |
| 5         | Norbert Szabo    | Romania     |      |

### Semifinali
Si qualificano per la finale i primi tre atleti di ogni batteria, gli altri si qualificano per la finale di consolazione.

#### Batteria 1
| Posizione | Atleta              | Nazione     | Note |
| --------- | ------------------- | ----------- | ---- |
| 1         | Harrie Lavreysen    | Paesi Bassi | Q    |
| 2         | Sebastien Vigier    | Francia     | Q    |
| 3         | Tomáš Bábek         | Rep. Ceca   | Q    |
| 4         | Patryk Rajkowski    | Polonia     |      |
| 5         | Krzysztof Maksel    | Polonia     |      |
| 6         | Juan Peralta Gascon | Spagna      |      |

| Posizione | Atleta          | Nazione       | Note |
| --------- | --------------- | ------------- | ---- |
| 1         | Denis Dmitriev  | Russia        | Q    |
| 2         | Matthijs Büchli | Paesi Bassi   | Q    |
| 3         | Rayan Helal     | Francia       | Q    |
| 4         | Jason Kenny     | Gran Bretagna |      |
| 5         | Maximilian Levy | Germania      |      |
| 6         | Jack Carlin     | Gran Bretagna |      |

### Finali

#### Finale di consolazione
| Posizione | Atleta              | Nazione       | Note |
| --------- | ------------------- | ------------- | ---- |
| 7         | Jason Kenny         | Gran Bretagna |      |
| 8         | Krzysztof Maksel    | Polonia       |      |
| 9         | Maximilian Levy     | Germania      |      |
| 10        | Jack Carlin         | Gran Bretagna |      |
| 11        | Juan Peralta Gascon | Spagna        |      |
| 12        | Patryk Rajkowski    | Polonia       |      |

#### Finale per l'oro
| Posizione | Atleta           | Nazione     | Note |
| --------- | ---------------- | ----------- | ---- |
| 1         | Harrie Lavreysen | Paesi Bassi |      |
| 2         | Denis Dmitriev   | Russia      |      |
| 3         | Matthijs Büchli  | Paesi Bassi |      |
| 4         | Tomáš Bábek      | Rep. Ceca   |      |
| 5         | Sebastien Vigier | Francia     |      |
| 6         | Rayan Helal      | Francia     |      |